# 下十字架 (鲁本斯，1612-1614年)
《下十字架》是 彼得·保罗·鲁本斯 的一幅三联画的一部分，创作于 1612 年至 1614 年。它仍然保存在原来的地方，即比利时安特卫普的圣母主教座堂，还有另一幅伟大的祭坛画《上十字架》。在鲁本斯的一生中，曾多次描绘这一主题。